# Julio Lugo
Julio César Lugo (Santa Cruz de Barahona, 16 de noviembre de 1975-Santo Domingo, 15 de noviembre de 2021) fue un beisbolista dominicano que jugó en las Grandes Ligas de 2000 a 2011. Lugo era el hermano mayor del lanzador Ruddy Lugo. Se desempeñaba en la posición de campocorto. Jugó en la Major League Baseball (MLB) para los Houston Astros, Tampa Bay Devil Rays, Los Angeles Dodgers, Boston Red Sox, St. Louis Cardinals, Baltimore Orioles y Atlanta Braves. Casado  con la sra. Sulky caro de Lugo , con quien procreó tres hijos Julio Lugo 2005 , Juliana Lugo 2010 y Julie Lugo 2012, y con su exesposa tuvo un hijo Josmael Lugo 2003.

## Carrera

### Houston, Tampa, Dodgers (2000-2006)
Asistió a Fort Hamilton High School en Brooklyn, Nueva York, donde bateó para .350. También jugó al sandlot ball para la Liga de Servicio Juvenil en Brooklyn, Nueva York, cuyos alumnos incluyen a Manny Ramírez y Shawon Dunston. Lugo fue el jugador estelar en el Connors State College en Warner, Oklahoma antes de ser seleccionado por los Astros de Houston en la ronda 43 del draft amateur de 1994. Firmó con ellos el 17 de mayo de 1995.

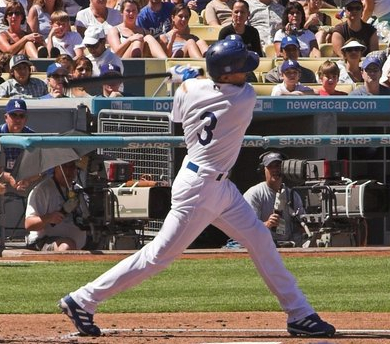
Lugo bateando para Los Angeles Dodgers en 2006.

### Tampa Devil Rays
Después de ser liberado por los Astros en el 2003, jugó brevemente en Triple-A, pero después de un mes fue firmado por los Devil Rays de Tampa Bay. 

### Los Angeles Dodgers
Después de pasar tres temporadas con los Devil Rays, fue cambiado en 2006 a los Dodgers de Los Ángeles por Joel Guzmán y Sergio Pedroza.

### Boston Red Sox (2007-2009)
El 5 de diciembre de 2006, Lugo firmó por un período de cuatro años y $36 millones de dólares con los Medias Rojas de Boston.
Llegó a batear primero en la alineación, pero fue movido por el mánager Terry Francona a la parte inferior del orden de bateo debido a su incapacidad para embasarse. Desde el 15 de junio hasta el 3 de julio, se fue de 31-0 bateando. Desde 1996, sólo un jugador de Grandes Ligas con más de 250 turnos al bate y 80 partidos durante la temporada había tenido un promedio de bateo tan bajo: Greg Vaughn, .163 de los Tampa Bay Devil Rays en el 2002.
Después de la primera semana de julio de 2007, dio un giro de 180 grados a su promedio de bateo, con una racha de bateo de 14 partidos el 25 de julio de 2007. Tuvo un promedio de bateo de .444 durante la racha, elevando su promedio de bate total de .189 a .226.

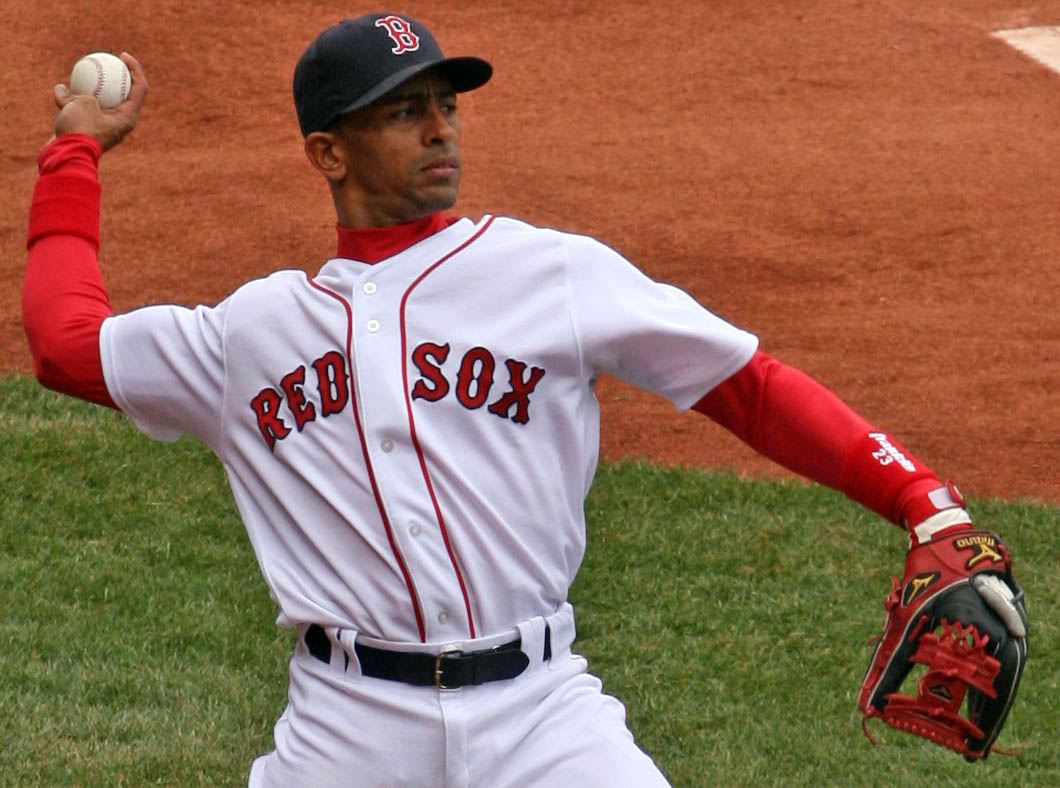
Lugo mientras jugaba para los Medias Rojas de Boston

El 5 de julio de 2008, había cometido 16 errores, no sólo liderando a todos los jugadores de Grandes Ligas, sino también que sus errores fueron cerca de un tercio de los 50 errores cometidos por los Medias Rojas como equipo. Estaba bateando .268 con un jonrón y 22 impulsadas. El novato campocorto Jed Lowrie fue llamado a filas desde los Pawtucket Red Sox para reemplazar a Lugo, mientras estaba en la lista de lesionados.
El 17 de marzo de 2009, se sometió a una cirugía artroscópica en la rodilla derecha para reparar un cartílago del menisco desgarrado. Se esperaba que Lugo estuviese fuera de tres a cuatro semanas. A su regreso, tuvo un comienzo lento y estuvo jugando día a día alternándose con su compañero el campocorto Nick Green.

### St. Louis Cardinals
El 17 de julio de 2009, fue designado para asignación por los Medias Rojas de Boston, y fue cambiado a los Cardenales de San Luis por Chris Duncan y consideraciones en efectivo junto con un jugador-a-ser-nombrado-más-adelante, o dinero en efectivo el 22 de julio de 2009.

### Baltimore Orioles (2010-2012)
El 1 de abril de 2010, fue cambiado a los Orioles de Baltimore por un jugador-a-ser-nombrado-más-tarde. Bateó para .249 en 241 turnos al bate, jugando en 93 partidos.

### Atlanta Braves
Firmó un contrato de ligas menores con los Bravos de Atlanta el 23 de mayo de 2011. Los Bravos compraron su contrato el 21 de junio.
El 26 de julio de 2011, estuvo involucrado en una disputa por el decreto de un árbitro en una jugada. En un maratónico partido de 19 entradas contra los Piratas de Pittsburgh, el relevista de Atlanta Scott Proctor bateó un rodado suave al campocorto contra el lanzador de Pittsburgh Pedro Álvarez, quien lanzó al plato. El cácher de Pittsburgh Michael McKenry tocó a Lugo, quien estaba a una pulgada de distancia del plato. Sin embargo, el árbitro decretó a Lugo safe, finalizando el juego. El 2 de septiembre de 2011 fue liberado por los Bravos de Atlanta.

### Ligas Menores
El 21 de enero de 2012, llegó a un acuerdo de ligas menores con los Indios de Cleveland con una invitación a los entrenamientos de primavera. El acuerdo más tarde se vino abajo y se convirtió en agente libre.

## Liga Dominicana (LIDOM)
Julio Lugo jugó en la LIDOM con los Leones del Escogido, donde fue pieza clave para los campeonatos 2011-2012 y 2012-2013. 

### Serie del Caribe
Participó en la Serie del Caribe 2011-2012, 2012-2013 con Leones del Escogido donde resultó campeón en 2011-2012. En 2013-2014 regresa a representar su patria con Tigres del Licey.

## Muerte
Falleció el 15 de noviembre de 2021 a causa de un ataque cardíaco mientras se encontraba en un gimnasio de la capital dominicana, un día antes de cumplir los 46 años de edad.